# Pero a tu lado
Pero a tu lado es una canción del grupo español Los Secretos, publicada en 1995.

## Descripción
Se trata de una balada, dedicada por el autor, Enrique Urquijo a María, su hija recién nacida, a modo de canto de esperanza de una nueva vida junto a ella, dejando atrás las adicciones a sustancias tóxicas y emprendiendo nuevos rumbos. Sin embargo, el autor falleció por sobredosis tan solo cuatro años después.

## COVID-19
El tema retomó actualidad en España con motivo de la pandemia por coronavirus de 2020. La canción se convirtió en uno de los himnos de resistencia de los españoles contra la enfermedad, y la banda cedió los derechos de autor a la Comunidad de Madrid, para que con los ingresos se pudiera luchar contra el virus. Se volvió a grabar primero en un video en el que actores profesionales, utilizaban el título y la letra de alguna de sus estrofas para animar a la población. Entre ellos, Eva Isanta, Pablo Chiapella, Belén Rueda, Ginés García Millán, Alicia Borrachero, Jordi Sánchez Javier Cámara, Belinda Washington, Lydia Bosch, Juanjo Artero, Rosana, Alba Flores, Fernando Tejero y Paz Padilla.
Posteriormente se grabó un segundo vídeo, en el que cantantes profesionales, desde sus domicilios debido al confinamiento compartieron la interpretación del tema. Entre ellos, se incluyen Álvaro Urquijo, solista de Los Secretos, Edurne, Manolo García, Andrés Suárez, Ara Malikian, David Rees, Diego El Cigala, Pitingo, Nacho Campillo, Taburete y Valeria Castro.